# Maxime Laheurte
Maxime Laheurte (* 20. Mai 1985 in Gérardmer) ist ein ehemaliger französischer Nordischer Kombinierer.

## Werdegang

### Nordische Kombination
Laheurte, der für den Skiverein AS Gerardmer Ski Nordique startete, betrieb seit 1992 Nordische Kombination. Seit 2000 ist er in Frankreich auf nationaler Ebene aktiv. Bei den Junioren-Weltmeisterschaften 2002 in Schonach im Schwarzwald belegte er mit der französischen Staffel den zweiten und im Gundersenwettbewerb den 40. Platz. Bei den Junioren-Weltmeisterschaften 2003 in Sollefteå wurde er mit der Staffel Dritter, im Sprint belegte er den 13. und im Gundersenwettbewerb den 18. Platz. Bei den Junioren-Weltmeisterschaften 2004 im norwegischen Stryn konnte er hingegen keine Medaille gewinnen. Er wurde 18. im Sprint und Sechster mit der französischen Staffel. Im Weltcup debütierte er im Januar 2005 in Sapporo, als er mit den Plätzen 20 im Massenstartrennen und 25 im Gundersenwettbewerb gleich seine ersten Weltcuppunkte erringen konnte. Bei seinen letzten Junioren-Weltmeisterschaften 2005 im finnischen Rovaniemi konnte er mit dem französischen Team erneut Silber gewinnen. Im Gundersenwettbewerb wurde er 28. und im Sprint Siebter. Seine beiden ersten Jahre im Weltcup waren für den jungen Sportler Lehrjahre. Im Dezember 2006 konnte er in die Weltspitze vorstoßen, als er bei den beiden Weltcupstationen in Lillehammer und Ramsau am Dachstein in vier Rennen in Folge unter die besten Sieben, zweimal sogar auf dem Dritten Rang, einlaufen konnte.
Bei den Olympischen Winterspielen 2006 in Turin gehörte Laheurte zum französischen Aufgebot, wurde jedoch nicht eingesetzt. Bei den Weltmeisterschaften 2007 im japanischen Sapporo wurde er Sechster mit der Mannschaft, Zehnter im Sprint und 19. im Gundersenwettbewerb.
Bei den Französischen Meisterschaften im Skispringen 2009 in Chaux-Neuve sprang Laheurte auf den 16. Platz im Einzel und auf den 4. Platz im Teamspringen. Bei den Olympischen Winterspielen 2010 im kanadischen Vancouver verpasste er mit der französischen Staffel als Vierter nur knapp um 1,4 Punkte hinter der deutschen Mannschaft olympisches Edelmetall, während er im Gundersenwettbewerb 38. wurde.
Während das französische Team von der Großschanze bei den Weltmeisterschaften 2009, als er im Gundersenwettbewerb 35. wurde, und 2011, als er mit dem Team von der Normalschanze zudem Fünfter und in den Gundersenwettbewerben 16. (Normalschanze) und 21. (Großschanze) wurde, nur Vierte wurde, gewannen Laheurte, François Braud, Sébastien Lacroix und Jason Lamy Chappuis 2013 Gold von der Normalschanze. In den Gundersenwettbewerben wurde er 15. (Normalschanze) und 25. (Großschanze).
Bei den Olympischen Winterspielen 2014 belegte er mit der Mannschaft erneut Platz vier und wurde in den beiden Gundersenwettbewerben 17. (von der Normalschanze) und 27. (von der Großschanze).
Die Saison 2014/15 lief für Laheurte zunächst mäßig erfolgreich, da er lange Zeit kein Top-10-Platzierung erreichte. Einen Saisonhöhepunkt hatte Laheurte dann bei den Nordischen Skiweltmeisterschaften 2015 in Falun, als er – erneut mit François Braud, Sébastien Lacroix und Jason Lamy Chappuis – den dritten Platz im Mannschaftswettbewerb belegte und so eine Bronzemedaille gewann. Dies ist nach 2013 seine zweite Medaille bei Weltmeisterschaften. In den Grundersenwettbewerben wurde er 14. von der Groß- und 16. von der Normalschanze. Nach nur zwei Top-10-Platzierungen in der gesamten Saison wurde er am Ende im Gesamtweltcup 24. Bei den Weltmeisterschaften 2015 im finnischen Lahti wurde er im Teamsprint Fünfter und mit der Mannschaft Siebter. Im Gundersenwettbewerb von der Normalschanze belegte er den 27. Platz.
Bei den Olympischen Winterspielen 2018 im südkoreanischen Pyeongchang wurde er mit der Staffel Fünfter und in den beiden Gundersenwettbewerben Elfter (von der Normalschanze) und 14. (von der Großschanze). Bei den französischen Meisterschaften im März 2018 belegte Laheurte den dritten Rang in der Nordischen Kombination und wurde darüber hinaus Vizemeister im Team bei den Skisprung-Meisterschaften. Bei den Weltmeisterschaften 2019 wurde er im Teamsprint und mit der Mannschaft Sechster und erreichte in den Gundersenwettbewerben den 24. (Großschanze) und den 30. Platz (Normalschanze). Laheurte beendete zum Saisonende 2018/19 seine Karriere.

### Weitere Disziplinen
Leheurte startete seltener auch in Wettbewerben im Skispringen und im Skilanglauf. So kommt er bislang auf drei Wettbewerbsteilnahmen im Skisprung-Continental-Cup, bei denen er die Punkteränge aber deutlich verpasste. Ebenso nahm er vereinzelt an FIS-Rennen im Langlauf teil.

## Statistik

### Platzierungen bei Olympischen Winterspielen
| Jahr und Ort     | Wettbewerb   | Wettbewerb   | Wettbewerb |
| Jahr und Ort     | Gundersen NS | Gundersen GS | Team       |
| ---------------- | ------------ | ------------ | ---------- |
| 2010 Vancouver   | –            | 38.          | 04.        |
| 2014 Sotschi     | 17.          | 27.          | 04.        |
| 2018 Pyeongchang | 11.          | 14.          | 05.        |

### Platzierungen bei Weltmeisterschaften
| Jahr und Ort       | Wettbewerb   | Wettbewerb | Wettbewerb   | Wettbewerb  | Wettbewerb | Wettbewerb | Wettbewerb |
| Jahr und Ort       | Gundersen NH | Sprint LH  | Gundersen LH | Massenstart | Team NH    | Team LH    | Teamsprint |
| ------------------ | ------------ | ---------- | ------------ | ----------- | ---------- | ---------- | ---------- |
| 2007 Sapporo       | 19.          | 10.        |              |             |            | 06.        |            |
| 2009 Liberec       | –            |            | 35.          | –           | 04.        |            |            |
| 2011 Oslo          | 16.          | 21.        |              | 05.         | 04.        |            |            |
| 2013 Val di Fiemme | 15.          | 25.        | 01.          |             | –          |            |            |
| 2015 Falun         | 16.          | 14.        | 03.          | –           |            |            |            |
| 2017 Lahti         | 27.          | DSQ        | 07.          | 05.         |            |            |            |
| 2019 Seefeld       | 30.          | 24.        | 06.          | 06.         |            |            |            |

### Weltcup-Platzierungen
| Saison  | Platz | Punkte |
| ------- | ----- | ------ |
| 2006/07 | 15.   | 243    |
| 2007/08 | 53.   | 038    |
| 2008/09 | 44.   | 069    |
| 2009/10 | 61.   | 005    |
| 2010/11 | 26.   | 097    |
| 2011/12 | 22.   | 302    |
| 2012/13 | 28.   | 137    |
| 2013/14 | 38.   | 066    |
| 2014/15 | 24.   | 179    |
| 2015/16 | 19.   | 236    |
| 2016/17 | 35.   | 120    |
| 2017/18 | 22.   | 238    |
| 2018/19 | 33.   | 095    |